# Кућа страха
Кућа страха (енгл. The House of Fear) је амерички детективски филм из 1945. године, и десети филм у серијалу од четрнаест филмова о Шерлоку Холмсу у коме главне улоге играју Бејзил Ратбон и Најџел Брус. Филм је делимично базиран на приповеци „Пет семенки наранџе” Артура Конана Дојл и прати Шерлока Холмса који добија позив од представника осигуравајуће компаније након што два члана врло ексклузивног клуба умру под мистериозним околностима.

## Радња
Шерлока Холмса посећује господин Чалмерс, агент осигурања са необичном причом. Седморица слободних мушкараца, који себе називају „Добри другови”, живе заједно у забаченом шкотском замку Дрирклиф Хаус, у близини села Инвернил. Недавно је један од „Добрих другова” примио необичну поруку, коверту која није садржавала ништа осим седам семенки наранџе. Те ноћи је убијен, а тело му је ужасно унакажено. Неколико дана касније, испоручена је друга коверта, која је овог пута садржавала шест семенки, а прималац је такође мистериозно умро убрзо након тога, његов леш је извучен са дна литица. Чалмерс држи полисе животног осигурања вредне 100.000 фунти седморице мушкараца и сумња да један од њих систематски убија остале како би прикупио новац, и моли Холмса да то истражи.
Холмс и доктор Вотсон стижу на место догађаја само да би открили да се догодило још једно убиство. Тело убијеног човека је потпуно изгорело. Инспектор Лестрад такође стиже у замак да истражи случај. Упркос Холмсовим напорима, догађају се још три смрти, сваки пут тело жртве остаје непрепознатљиво. У међувремену, локални дуванџија Алек Макгрегор пише поруку Лестраду, која је нажалост већ била отворена и поново запечаћена пре него што је стигла до инспектора. Холмс и Лестрад одлазе у Макгрегорову продавницу како би сазнали шта се дешава, само да би открили да је дуванџији неко пуцао у леђа пре него што су тамо стигли.
Лестрад закључује да је последњи преживели члан Брус Аластер убио све остале. Међутим, након што Вотсон нестане, Холмс је утврдио истину и одвео Лестрада и Аластера у тајну собу у којој се сви „Добри другови” − живи и здрави − крију са везаним Вотсоном. Холмс објашњава да је Аластер био жртва завере и да су остали хтели да оптуже за убиства и прикупе новац од сопственог осигурања. Шесторица „Добрих другова” убили су Макгрегора јер он никада није веровао у духове и једног од њих је приметио живог на плажи; порука коју је послао Лестраду била је његова смртна пресуда.

## Улоге
| Глумац            | Улога               |
| ----------------- | ------------------- |
| Бејзил Ратбон     | Шерлок Холмс        |
| Најџел Брус       | доктор Џон Вотсон   |
| Обри Мадер        | Брус Аластер        |
| Денис Хуи         | инспектор Лестрад   |
| Пол Кавана        | др Сајмон Меривајл  |
| Холмс Херберт     | Алан Косгрејв       |
| Хари Кординг      | капетан Џон Симпсон |
| Сали Шепард       | госпођа Монтит      |
| Гавин Мјур        | господин Чалмерс    |
| Дејвид Клајд      | Алек Макгрегор      |
| Флорет Хилијер    | Алисон Макгрегор    |
| Вилсон Бенге      | Гај Дејвис          |
| Сирил Делеванти   | Стенли Рејберн      |
| Ричард Александер | Стенли Рејберн      |
| Дорис Лојд        | Беси                |
| Алек Крејг        | Ангус               |